# مرد عنکبوتی: دور از خانه
مرد عنکبوتی: دور از خانه (انگلیسی: Spider-Man: Far From Home) فیلمی آمریکایی در ژانر ابرقهرمانی است که بر پایهٔ شخصیت مرد عنکبوتی از مارول کامیکس ساخته شده و در سال ۲۰۱۹ منتشر شد. این فیلم با مشارکت کلمبیا پیکچرز و مارول استودیوز تولید شده و به‌وسیلهٔ گروه سینمایی سونی پیکچرز عرضه شده‌است. این فیلم دنباله‌ای بر مرد عنکبوتی: بازگشت به خانه (۲۰۱۷) محسوب می‌شود و بیست و سومین فیلم از دنیای سینمایی مارول به‌شمار می‌رود. کارگردانی این فیلم بر عهدهٔ جان واتس از فیلم‌نامه‌ای نوشتهٔ کریس مک‌کنا و اریک سامرز است و در آن تام هالند در نقش پیتر پارکر / مرد عنکبوتی در کنار ساموئل ال. جکسون، زندیا، کوبی اسمالدرز، جان فاورو، جی. بی اسموو، جیکوب باتالون، مارتین استار، مریسا تومی و جیک جیلنهال ایفای نقش می‌کند. در این فیلم، نیک فیوری پارکر و میستریو را به خدمت می‌گیرد تا در حین اردوی مدرسه در اروپا با عنصری بنیادین مقابله کنند.
بحث ساخت دنبالهٔ مرد عنکبوتی: بازگشت به خانه از اکتبر ۲۰۱۶ شکل گرفت و سپس این پروژه در همان سال تأیید شد. هالند، واتس و نویسندگان فیلم همه قرار بود که تا پایان سال ۲۰۱۷ بازگردند. در سال ۲۰۱۸، جکسون و جیلنهال به ترتیب در نقش فیوری و میستریو به گروه بازیگران فیلم پیوستند. هالند عنوان دنباله را پیش از آغاز فیلم‌برداری اعلام کرد. مرحلهٔ فیلم‌برداری در ماه ژوئیه آغاز شد و در انگلستان، جمهوری چک، ایتالیا و منطقه کلان‌شهری نیویورک انجام شد. تولید فیلم در اکتبر ۲۰۱۸ به پایان رسید. کمپین بازاریابی مرد عنکبوتی: دور از خانه پرخرج‌ترین بازاریابی برای یک فیلم بود و سعی شد که از افشای طرح داستانی انتقام‌جویان: پایان بازی پیش از انتشار در آوریل ۲۰۱۹ جلوگیری کند.
مرد عنکبوتی: دور از خانه نخستین بار در ۲۶ ژوئن ۲۰۱۹ در تئاتر چینی تی‌سی‌ال به نمایش درآمد و به‌عنوان آخرین فیلم از فاز سوم دنیای سینمایی مارول در ۲ ژوئیه به‌صورت سینمایی در ایالات متحده منتشر شد. شوخ‌طبعی و جلوه‌های بصری این فیلم مورد تحسین منتقدان قرار گرفت. فروش جهانی این فیلم بالغ بر ۱٫۱ میلیارد بود و به نخستین فیلم مرد عنکبوتی بدل شد که از مرز یک میلیارد دلار فروش عبور کرده‌است. مرد عنکبوتی: دور از خانه پرفروش‌ترین فیلم سونی پیکچرز تاکنون، چهارمین فیلم پرفروش سال ۲۰۱۹ و بیست و چهارمین فیلم پرفروش تمام دوران است. دنباله‌ای از فیلم با عنوان مرد عنکبوتی: راهی به خانه نیست در دسامبر ۲۰۲۱ منتشر شده‌است.

## داستان
در ایستِنکو، مکزیک، نیک فیوری و ماریا هیل به بررسی طوفانی غیرطبیعی می‌پردازند و با موجودی به نام عنصر زمین روبه‌رو می‌شوند. کوئنتین بک، فردی با قدرت‌های فراطبیعی، وارد شده و این موجود را شکست می‌دهد. فیوری و هیل او را به تیم خود دعوت می‌کنند. در نیویورک، مدرسه علمی و فناوری میدتاون سال تحصیلی خود را به پایان می‌رساند؛ این مدرسه پس از ناپدید شدن دانش‌آموزان پنج سال پیش به دلیل اقدامات ثانوس دوباره راه‌اندازی شده بود، و حالا آنها بدون افزایش سن بازگشته‌اند، که این به واسطه تلاش‌های انتقام‌جویان اتفاق افتاده است. مدرسه برنامه یک اردوی دو هفته‌ای تابستانی به اروپا را ترتیب می‌دهد که در آن پیتر پارکر، که هنوز در غم از دست دادن مربی‌اش تونی استارک به سر می‌برد، قصد دارد احساسات خود را نسبت به همکلاسی‌اش ام‌جی ابراز کند. هپی هوگان به پارکر اطلاع می‌دهد که فیوری قصد تماس با او را دارد، اما پارکر تماس را نادیده می‌گیرد.
پارکر و دوستانش به ونیز، ایتالیا، سفر می‌کنند که در آنجا عنصر آب حمله می‌کند. پارکر در محافظت از دوستانش تلاش می‌کند و بک دوباره وارد شده و موجود را شکست می‌دهد. فیوری با پارکر ملاقات می‌کند و عینک استارک را به او می‌دهد؛ این عینک به او اجازه می‌دهد با هوش مصنوعی E.D.I.T.H. ارتباط برقرار کرده و کنترل آن را در دست گیرد، هوش مصنوعی‌ای که به پایگاه داده‌های شرکت استارک دسترسی دارد و مجموعه‌ای از سلاح‌های مداری را کنترل می‌کند. بک ادعا می‌کند که از واقعیتی موازی در مولتی‌ورس آمده است، جایی که چهار عنصر، خانواده‌اش را کشته و تمدنش را نابود کرده‌اند. او پیش‌بینی می‌کند که آخرین عنصر، یعنی عنصر آتش، به پراگ در جمهوری چک حمله خواهد کرد. پارکر دعوت فیوری برای پیوستن به مبارزه را رد کرده و به سفر کلاسی بازمی‌گردد، اما فیوری به‌طور مخفیانه برنامه سفر را تغییر می‌دهد تا دانش‌آموزان به پراگ هدایت شوند.
پارکر مجبور می‌شود به بک در مبارزه با عنصر آتش کمک کند تا دوستانش را دوباره نجات دهد. بک با کمک پارکر موفق به نابودی این موجود می‌شود. فیوری و هیل پارکر و بک را به برلین، آلمان دعوت می‌کنند تا درباره تشکیل تیم جدیدی از ابرقهرمانان صحبت کنند، اما پارکر تصمیم می‌گیرد که بک به تنهایی برود و کنترل E.D.I.T.H. را به او واگذار می‌کند. پس از رفتن پارکر، بک با کارکنان سابق استارک جشن می‌گیرد؛ افرادی که به او در نقاب ابرقهرمان بودن کمک کرده‌اند. بک که به دلیل ناپایداری روانی‌اش از سمت متخصص جلوه‌های هولوگرافیک استارک اخراج شده بود، با استفاده از پروژکتورهای پیشرفته قدرت‌های خود و عناصر را شبیه‌سازی می‌کند و قصد دارد با استفاده از پهپادهای نظامی مداری تحت کنترل E.D.I.T.H.، دامنه فریب خود را گسترش دهد و خود را به عنوان قهرمانی در سطح انتقام‌جویان معرفی کند.
بعد از اینکه ام‌جی به پارکر می‌گوید می‌داند او اسپایدرمن است، آنها متوجه می‌شوند که تکه‌ای از بقایای نبرد با عنصر آتش که ام‌جی برداشته، یک پروژکتور است و در نتیجه فریب بک را درمی‌یابند. پارکر برای هشدار به فیوری به برلین می‌رود، اما بک او را با توهمی پیچیده فریب می‌دهد و اسامی دوستان پارکر که از نقشه‌اش آگاهند را فاش می‌کند، سپس به وسیله قطار ضربه می‌خورد. بک نمی‌داند که پارکر زخمی شده اما زنده مانده است. در هلند، پارکر با هوگان تماس می‌گیرد که او را به لندن، جایی که همکلاسی‌هایش هستند، می‌رساند.
بک با استفاده از E.D.I.T.H. ترکیب تمام عناصر را برنامه‌ریزی می‌کند و قصد دارد در جریان حمله نمایشی، دوستان پارکر را بکشد زیرا می‌ترسد آنها او را لو دهند. پارکر توهمات را مختل کرده و بک خشمگین با پهپادها به او حمله می‌کند. پارکر دوباره کنترل E.D.I.T.H. را به دست گرفته و بک را شکست می‌دهد؛ بک توسط شلیک تصادفی یکی از پهپادها کشته می‌شود. قبل از مرگ، بک به یکی از همدستانش دستور می‌دهد داده‌های پهپادها را بازیابی کند. پس از بازگشت به نیویورک، پارکر رابطه‌ای با ام‌جی آغاز می‌کند.
در صحنه میان‌پرده، ج. جوناه جیمسون از TheDailyBugle.net ویدئویی دستکاری‌شده از حادثه لندن پخش می‌کند که در آن بک اسپایدرمن را به حمله پهپادها و مرگش متهم می‌کند و هویت مخفی اسپایدرمن را به جهان فاش می‌کند، که این موضوع باعث شوک پارکر می‌شود. در صحنه پس از تیتراژ، مشخص می‌شود فیوری و هیل در واقع اسکرول‌های تالوس و سورن هستند که به دستور فیوری واقعی در حالی که او در فضا و فرماندهی گروهی از اسکرول‌ها است، مبدل شده‌اند.

## بازیگران
| بازیگر           | نقش                    | توضیحات |
| ---------------- | ---------------------- | --- |
| تام هالند        | پیتر پارکر/مرد عنکبوتی | پسر نوجوانی که پس از نیش خوردن توسط عنکبوتی که ژنتیکش دستکاری شده، توانایی‌هایی شبیه به یک عنکبوت به دست آورده‌است، او عضو گروه انتقام‌جویان است. جان واتس دربارهٔ شخصیت پارکر در این فیلم گفت: "برخلاف فیلم قبلی که پیتر آرزو دارد مسئولیت‌های بزرگسالانه به دست آورد و کارهای قهرمانه انجام دهد، او در این فیلم دوست دارد که از دنیای قهرمانانه بیرون بیاید و مانند یک فرد عادی به تعطیلات برود؛ این فیلم دربارهٔ جهان اوست." |
| ساموئل ال. جکسون | نیک فیوری              | مدیر سابق شیلد، مربی جدید پیتر پارکر. |
| زندیا            | میشل جونز (ام‌جی)       | یکی از همکلاسی‌های پارکر که پیتر پارکر به او علاقه دارد. نام کامل او، که میشل جونز است در فیلم آورده نشده‌است. |
| جیکوب باتالون    | ند لیدز                | بهترین دوست پارکر. |
| کوبی اسمالدرز    | ماریا هیل              | کارگاه زبردست و دستیار نیک فیوری. |
| تونی ریوولوری    | فلش تامپسون            | همکلاسی و رقیب پیتر پارکر. |
| مریسا تومه       | خاله می                | خاله پیتر، او از هویت پیتر آگاه است و دوست دارد که او بیشتر مرد عنکبوتی باشد تا به مردم کمک کند. |
| جیک جیلنهال      | کوئنتین بک / میستریو   | کارمند سابق صنایع استارک و متخصص توهمات هولوگرافی، او ادعا می‌کند که شخصی ابرقهرمان از دنیای موازی و گویی دوست پیتر پارکر است که در جنگ با عناصر چهارگانه ضد قهرمان به پیتر کمک می‌کند. |
| انگوری رایس      | بتی برنت               | دوست دختر ند لیدز و دوست پیتر و ام‌جی. |
| ریمی هی          | براد داویس             | همکلاسی پیتر که به ام‌جی علاقه دارد. |
| جان فاورو        | هپی هوگان              | دستیار و رئیس امنیت صنایع تونی استارک، او مراقب پیتر پارکر است. |
| مارتین استار     | آقای هرینگتون          | معلم پیتر پارکر. |
| همکی مادرا       | آقای دلمار             | |
| جی. کی. سیمونز   | جیمز جونا جیمسون       | سر دبیر روزنامه دیلی بیوگل که از مرد عنکبوتی متنفر است. جی. کی. سیمونز قبلاً این نقش را در مرد عنکبوتی (مجموعه فیلم سم ریمی) ایفا کرده بود. |
| کنت چوی          | مدیر مدرسهٔ پارکر       | |
| جی. بی اسموو     | معلم                   | معلم پیتر پارکر که در سفر به اروپا مراقب دانش‌آموزان است. |

## موسیقی
در اکتبر سال ۲۰۱۸، مایکل جاکینو که آهنگساز مرد عنکبوتی: بازگشت به خانه بود، قرارداد خود را برای آهنگسازی مجدد امضا کرد. آلبوم موسیقی متن فیلم در ۲۸ ژوئن ۲۰۱۹ منتشر شد.

## بازاریابی
اولین تریلر این فیلم در ۱۵ ژانویه ۲۰۱۹ منتشر شد و بعد از ۲۴ ساعت ۱۳۰ میلیون بازدید داشت. دومین تریلر این فیلم نیز در ۶ مه ۲۰۱۹ منتشر شد و در طول ۲۴ ساعت ۱۳۵ میلیون بازدید داشت که رکورد بازدید تاریخ سونی را شکست.
آئودی با تبلیغ چندین وسیله نقلیه در طول تریلر و فیلم‌های کوتاه، از این فیلم حمایت مالی کرد، همچنین شرکت‌های دکتر پپر و برگر کینگ نیز مشارکت داشتند. ارزش بازاریابی تبلیغاتی فیلم ۲۸۸ میلیون دلار بود که بیشترین ارزش برای یک فیلم در طول تاریخ سینما محسوب می‌شود.

## انتشار
مرد عنکبوتی: دور از خانه اولین بار در تاریخ ۲۶ ژوئن ۲۰۱۹ در تئاتر چینی تی‌سی‌ال به نمایش درآمد؛ سپس در ۲۸ ژوئن در چین و ژاپن و در ۲ ژوئیه و به صورت آی‌مکس در ایالات متحده آمریکا اکران شد. در ابتدا قرار بود که فیلم در تاریخ ۵ ژوئیه در آمریکا اکران شود. مرد عنکبوتی: دور از خانه آخرین فیلم از فاز سوم دنیای سینمایی مارول بود که اکران شد.

### رسانه‌های خانگی
نسخه دیجیتال مرد عنکبوتی: دور از خانه در تاریخ ۱۷ سپتامبر ۲۰۱۹، از طرف سونی پیکچرز عرضه شد. نسخه دیسک بلو-ری و دی‌وی‌دی نیز در تاریخ ۱ اکتبر ۲۰۱۹ در دسترس عموم مردم قرار گرفت. نسخه خانگی این فیلم، دارای فیلم کوتاهی از پیتر پارکر بود که از نسخه اولیه حذف شده‌بودند.

## بازخورد

### باکس آفیس
مرد عنکبوتی: دور از خانه ۳۹۱ میلیون دلار در ایالات متحده آمریکا و کانادا]و ۷۴۲ میلیون دلار در کشورهای دیگر فروش کرد و در مجموع به فروش ۱٬۱۳۲ میلیارد دلار رسید و به پرفروش‌ترین فیلم مرد عنکبوتی، چهارمین فیلم پرفروش ۲۰۱۹، بیست و سومین فیلم پرفروش تاریخ سینما، دهمین فیلم پرفروش ابرقهرمانی و پرفروش‌ترین فیلم تاریخ سونی پیکچرز تبدیل شد. به گزارش ددلاین هالیوود، مرد عنکبوتی: دور از خانه در جایگاه هفتم با ارزشترین فیلم‌های سال ۲۰۱۹ قرار گرفت.
مرد عنکبوتی: دور از خانه در روز اول اکران خود در آمریکا حدود ۴۰ میلیون دلار، در روز دوم ۲۷ میلیون دلار فروش رفت که رکورد فروش در روز تعطیلات را شکست، پیش از این این رکورد در اختیار تبدیل‌شوندگان با ۲۵ میلیون دلار فروش بود. این فیلم در طی شش روز اکران خود به فروشی بالغ بر ۱۸۵ میلیون دلار رسید و از فروش مرد عنکبوتی ۲ که در طی شش روز ۱۸۰ میلیون دلار به فروش رفته بود، عبور کرد. همچنین این فیلم در اولین روز اکران در چین، ۳۶ میلیون دلار، در کره جنوبی ۳۴ میلیون دلار، در انگلستان ۱۸ میلیون دلار و در مکزیک ۱۴ میلیون دلار فروش رفت.

### پاسخ منتقدان
مرد عنکبوتی: دور از خانه علاوه بر موفقیت در گیشه، با استقبال بالای منتقدان همراه بود و توانست نمره ۹۱ از ۱۰۰ را بر اساس ۴۴۱ نقد از منتقدان سایت راتن تومیتوز دریافت کند. در نقد کلی این سایت آمده‌است: «ترکیبی از عشق نوجوانی و اقدام ابرقهرمانه و غیرقابل پیش‌بینی؛ مرد عنکبوتی: دور از خانه به شکلی عالی زمینه را برای دوره بعدی آماده می‌کند.»

## جوایز
| سال             | جایزه                         | دسته‌بندی                           | دریافت‌کننده(ها)                     | نتیجه    |
| --------------- | ----------------------------- | ---------------------------------- | ----------------------------------- | -------- |
| ۱۱ اوت ۲۰۱۹     | جوایز برگزیده نوجوانان        | بهترین فیلم تابستانی               | مرد عنکبوتی: دور از خانه            | پیروز    |
| ۱۱ اوت ۲۰۱۹     | جوایز برگزیده نوجوانان        | بهترین بازیگر مرد فیلم‌های تابستانی | تام هالند                           | پیروز    |
| ۱۳ سپتامبر ۲۰۱۹ | جایزه ساترن                   | بهترین فیلم کمیک بوکی              | مرد عنکبوتی: دور از خانه            | نامزدشده |
| ۱۳ سپتامبر ۲۰۱۹ | جایزه ساترن                   | بهترین جلوه‌های ویژه                | مرد عنکبوتی: دور از خانه            | نامزدشده |
| ۱۳ سپتامبر ۲۰۱۹ | جایزه ساترن                   | بهترین بازیگر جوان                 | تام هالند                           | پیروز    |
| ۱۰ نوامبر ۲۰۱۹  | جوایز برگزیده مردم            | بهترین فیلم اکشن ۲۰۱۹              | مرد عنکبوتی: دور از خانه            | نامزدشده |
| ۱۰ نوامبر ۲۰۱۹  | جوایز برگزیده مردم            | بهترین فیلم ۲۰۱۹                   | مرد عنکبوتی: دور از خانه            | نامزدشده |
| ۱۰ نوامبر ۲۰۱۹  | جوایز برگزیده مردم            | ستاره فیلم‌های اکشن                 | تام هالند                           | پیروز    |
| ۱۲ نوامبر ۲۰۱۹  | جشنواره فیلم هالیوود          | بهترین جلوه‌های ویژه                | استیون کندی                         | نامزدشده |
| ۳ دسامبر ۲۰۱۹   | جایزه ملی فیلم                | بهترین فیلم بلند                   | مرد عنکبوتی: دور از خانه            | نامزدشده |
| ۳ دسامبر ۲۰۱۹   | جایزه ملی فیلم                | بهترین بازیگر اول مرد              | تام هالند                           | نامزدشده |
| ۳ دسامبر ۲۰۱۹   | جایزه ملی فیلم                | بهترین بازیگر نقش مکمل مرد         | جی. بی اسموو                        | پیروز    |
| ۴ دسامبر ۲۰۱۹   | جوایز ای ای سی تی آ           | بهترین جلوه‌های بصری                | برندان سیلز، مایکل پدرو، اندرو زینک | پیروز    |
| ۹ ژوئیه ۲۰۲۰    | انجمن منتقدان هالیوود         | بهترین فیلم پرفروش                 | مرد عنکبوتی: دور از خانه            | نامزدشده |
| ۱۲ ژوئیه ۲۰۲۰   | جوایز گزینش منتقدان فیلم      | بهترین فیلم                        | مرد عنکبوتی: دور از خانه            | نامزدشده |
| ۲۹ ژوئیه ۲۰۲۰   | جوایز انجمن جلوه‌های بصری      | بهترین شبیه‌سازی                    | جیکوب کلارک، استفانی مولک           | نامزدشده |
| ۲ مه ۲۰۲۰       | جوایز برگزیده کودکان نیکلودین | محبوبترین فیلم                     | مرد عنکبوتی: دور از خانه            | نامزدشده |
| ۲ مه ۲۰۲۰       | جوایز برگزیده کودکان نیکلودین | محبوبترین ابرقهرمان                | تام هالند                           | پیروز    |

## دنباله
در سپتامبر ۲۰۱۹، مارول استودیوز و سونی پیکچرز اعلام کردند که قرار است پس از موافقت دو شرکت در جریان مذاکرات دربارهٔ بازگشت مرد عنکبوتی به دنیای سینمایی مارول، فیلم سوم را تولید کنند. جان واتس به عنوان کارگردان به پروژه برگشت و اعلام شد که تام هالند، زندیا، مریسا تومی، جیکوب باتالون و تونی ریوولوری نقش‌های قبلی خود در این فیلم را ایفا می‌کنند. حضور بندیکت کامبربچ در نقش دکتر استرنج، اندرو گارفیلد و توبی مگوایر نیز تأیید شد؛ گارفیلد و فاکس قبلاً در سری فیلم‌های مرد عنکبوتی شگفت‌انگیز این نقش‌ها را ایفا کرده بودند. آلفرد مولینا در نقش دکتر اختاپوس، ویلم دفو در نقش گرین گابلین و توماس هیدن چرچ در نقش مرد شنی از فیلم‌های ساختهٔ سم ریمی، در کنار ریس ایفانز در نقش مارمولک و جیمی فاکس در نقش الکترو از فیلم‌های ساختهٔ مارک وب در مرد عنکبوتی: راهی به خانه نیست حضور داشته‌اند. این فیلم در ۱۷ دسامبر ۲۰۲۱ منتشر شد.